# Campoletis tibialis
Campoletis tibialis är en stekelart som först beskrevs av Henry Lorenz Viereck 1925.  Campoletis tibialis ingår i släktet Campoletis och familjen brokparasitsteklar. Inga underarter finns listade.